# Regiocompetitie
Regiocompetitie is de benaming voor 3 shorttrackcompetities die gehouden worden in Nederland, België en Luxemburg. Aan de Regiocompetitie nemen pupillen en beginnende rijders deel. Rijders die tijdens de Regiocompetitie of andere toernooien sneller gereden hebben dan een limiettijd over een bepaalde afstand, mogen deelnemen aan de Nationale Competitie. De 3 competities worden gehouden in de regio Zuid (Zuid-Nederland, België en Luxemburg) Noord-Oost (onder andere Groningen en Leeuwarden) en West (onder andere Alkmaar, Breda en Den Haag)